# Acropimpla alboricta
Acropimpla alboricta är en stekelart som först beskrevs av Cresson 1870.  Acropimpla alboricta ingår i släktet Acropimpla och familjen brokparasitsteklar. Inga underarter finns listade i Catalogue of Life.